# Nina Kraft
Nina Kraft (* 31. Dezember 1968 in Braunschweig; † 16. August 2020 ebenda) war eine deutsche Triathletin und mehrfache Ironman-Siegerin. Sie wird in der Bestenliste deutscher Triathletinnen auf der Ironman-Distanz geführt.

## Sportlicher Werdegang
Nina Kraft war bis zu ihrem 16. Lebensjahr Leistungsschwimmerin. Danach wechselte sie zum Laufen und nahm regelmäßig an Wettbewerben teil. 1997 sattelte sie auf Triathlon um und betrieb diesen Sport ab 1999 professionell.
Ihre größten Erfolge feierte sie bei den Ironman-Wettbewerben in Roth und auf Hawaii. Bei ihrer ersten Teilnahme am Ironman Europe in Roth 1998 wurde sie auf Anhieb Sechste. In den Folgejahren steigerte sie sich stetig und gewann in den Jahren 2001 und 2002 zweimal in Folge den Wettbewerb.
Am Ironman Hawaii nahm sie ebenfalls erstmals 1998 teil und wurde Fünfzigste. Es folgte ein 16. Platz 1999, zwei dritte Plätze 2000 und 2003 sowie ein zweiter Platz 2002.

### Dopingsperre 2004
Beim Wettbewerb 2004, der am 16. Oktober 2004 in Kailua-Kona ausgetragen wurde, ging sie zunächst in 9:33:25 Stunden als Siegerin durchs Ziel. Kurze Zeit später wurde sie des EPO-Dopings überführt, und der Titel ging stattdessen an Natascha Badmann.
Nach Bekanntgabe des EPO-Dopings versuchte Nina Kraft nicht, das Vergehen zu verleugnen, sondern gestand ihre Tat offen ein. Es folgte eine Welle der Empörung, die in einer Morddrohung gipfelte. Die Athletin war am Tiefpunkt ihrer Sportkarriere und musste sich in psychiatrische Therapie begeben. Sie gab ihre EPO-Quelle nicht der Öffentlichkeit preis und wurde am 13. Dezember 2004 von der Anti-Doping-Kommission der Deutschen Triathlon Union (DTU) für zwei Jahre, für den Zeitraum vom 12. November 2004 bis zum 12. November 2006, von allen Wettkämpfen ausgeschlossen. Das Verbandsgericht der DTU halbierte die Sperre später aus formaljuristischen Gründen auf 12 Monate, da die der Sperre zugrundeliegenden Regularien zum Zeitpunkt des Dopings noch nicht im Vereinsregister eingetragen worden waren. Die World Triathlon Corporation (WTC), kündigte an, Nina Kraft unabhängig davon bis zum 12. November 2006 von allen von ihr lizenzierten Veranstaltungen auszuschließen.

### Comeback 2005
Nach Ablauf ihrer Sperre im November 2005 bereitete sie sich mehrere Monate im US-Leistungszentrum für Triathlon in Clermont in Florida auf ein Comeback vor. Seit 2006 startete sie offiziell für den Braunschweiger Verein Tri-Lions und hatte bei der Deutschen Triathlon Union den Elitepass beantragt, wodurch sie weltweit unangemeldet auf Doping getestet werden konnte.
Am 12. Februar 2006 nahm sie im brasilianischen De Santos am 15. Triathlon International De Santos über die olympische Distanz von 1,5 Kilometer Schwimmen, 40 Kilometer Radfahren und 10 Kilometer Laufen teil. Mit einem zweiten Platz meldete sie sich ins Triathlongeschehen zurück.
Im August 2006 gewann sie die Deutschen Meisterschaften über die Mitteldistanz in Kulmbach mit über 12 Minuten Vorsprung. 2007 gewann sie den Ironman Brasil sowie den Ironman Florida jeweils mit Streckenrekord und wurde Zweite beim Ironman Louisville in Kentucky.
Am 1. Februar 2009 stellte Kraft in Florida mit 2:45:06 Stunden einen neuen Streckenrekord über die Marathon-Distanz auf. Im August gewann sie den Ironman Louisville, 2011 konnte sie diesen Erfolg wiederholen. 2014 holte sie sich hier ihre dritte Goldmedaille – mit einem Alter von 45 Jahren als bislang älteste Ironman-Siegerin.
Seit 2015 trat sie nicht mehr international in Erscheinung. Nina Kraft starb 51-jährig am 16. August 2020.

## Sportliche Erfolge
| Datum/Jahr    | Rang | Wettbewerb                            | Austragungsort   | Zeit      | Bemerkung                                                                          |
| ------------- | ---- | ------------------------------------- | ---------------- | --------- | ---------------------------------------------------------------------------------- |
| 27. Sep. 2015 | 1    | Ironman 70.3 Augusta                  | Augusta          | 4:30:22   | [ 6 ]                                                                              |
| 8. Juli 2012  | 2    | Ironman 70.3 Rhode Island             | Narragansett     |           | [ 7 ]                                                                              |
| 6. Mai 2012   | 4    | Ironman 70.3 St. Croix                | Saint Croix      | 4:47:44   |                                                                                    |
| 18. März 2012 | 7    | Ironman 70.3 San Juan                 | San Juan         | 4:39:48   | [ 8 ]                                                                              |
| 18. Sep. 2011 | 3    | Ironman 70.3 Branson                  | Branson          | 4:51:59   |                                                                                    |
| 15. Mai 2011  | 2    | Ironman 70.3 Florida                  | Orlando          | 4:28:36   |                                                                                    |
| 19. März 2011 | 8    | Ironman 70.3 San Juan                 | San Juan         | 4:31:53   | [ 9 ]                                                                              |
| 13. Nov. 2010 | 11   | Ironman 70.3 World Championships      | Clearwater       | 4:21:18   | Elfte bei der Weltmeisterschaft in Florida                                         |
| 30. Okt. 2010 | 3    | Ironman 70.3 Miami                    | Miami            | 4:34:28   | Dritte bei der Erstaustragung                                                      |
| 17. Okt. 2010 | 7    | Ironman 70.3 Austin                   | Austin           | 4:26:11   | [ 10 ]                                                                             |
| 1. Aug. 2009  | 3    | Steelhead Ironman 70.3                | Benton Harbor    | 4:26:22   |                                                                                    |
| 14. Juni 2009 | 4    | Ironman 70.3 Kansas                   | Lawrence         | 4:25:26   | [ 11 ]                                                                             |
| 17. Mai 2009  | 5    | Ironman 70.3 Florida                  | Orlando          | 4:29:04   |                                                                                    |
| 3. Mai 2009   | 4    | Ironman 70.3 St. Croix                | St. Croix        | 4:41:08   |                                                                                    |
| 26. Apr. 2009 | 9    | St. Anthony’s Triathlon               | Saint Petersburg | 2:05:33   | in Florida (1,5 km Schwimmen, 40 km Radfahren, 10 km Laufen)                       |
| 5. Apr. 2009  | 5    | Ironman 70.3 New Orleans              | New Orleans      | 4:23:17   |                                                                                    |
| 8. Nov. 2008  | 7    | Ironman 70.3 World Championships      | Clearwater       | 4:15:32   |                                                                                    |
| 19. Mai 2008  | 2    | Ironman 70.3 Florida                  | Orlando          | 4:24:15   |                                                                                    |
| 9. Aug. 2006  | 1    | DTU Deutsche Triathlon-Meisterschaft  | Kulmbach         |           | Triathlon-Meisterin auf der Mitteldistanz                                          |
| 11. Juni 2006 | 1    | Aasee-Triathlon                       | Bocholt          | 2:00:47   | Siegerin auf der olympischen Distanz                                               |
| 12. Feb. 2006 | 2    | 15. Triathlon International De Santos | Brasilien        |           |                                                                                    |
| 2004          | 1    | St. Croix Triathlon                   | Saint Croix      |           | Siegerin mit neuem Streckenrekord                                                  |
| Juni 2003     | 1    | Bonn-Triathlon                        | Bonn             |           | Siegerin über die Mitteldistanz (3,8 km Schwimmen, 60 km Radfahren, 15 km Laufen). |
| 8. Sep. 2002  | 2    | Half Ironman UK                       | Llanberis        | 4:25:48.5 |                                                                                    |

| Datum/Jahr    | Rang | Wettbewerb                                     | Austragungsort    | Zeit     | Bemerkung |
| ------------- | ---- | ---------------------------------------------- | ----------------- | -------- | --- |
| 24. Aug. 2014 | 1    | Ironman Louisville                             | Louisville        | 09:31:19 | |
| 25. Aug. 2013 | 4    | Ironman Louisville                             | Louisville        | 09:38:45 | |
| 28. Aug. 2011 | 1    | Ironman Louisville                             | Louisville        | 09:38:14 | |
| 30. Aug. 2009 | 1    | Ironman Louisville                             | Louisville        | 09:20:21 | |
| Juni 2008     | 1    | ITU Long Distance Triathlon World Series Event | Brasschaat        | 04:07:56 | Sieg vor der Dänin Charlotte Kolters |
| 3. Nov. 2007  | 1    | Ironman Florida                                | Panama City       | 09:05:35 | neuer Streckenrekord |
| 26. Aug. 2007 | 2    | Ironman Louisville                             | Louisville        | 09:51:53 | |
| 2007          | 1    | Ironman Brasil                                 | Florianópolis     | 09:12:40 | neuer Streckenrekord |
| 2006          | 1    | Triathlon de Gérardmer                         | Gérardmer         | 07:07:08 | Siegerin beim Triathlon XL |
| 17. Okt. 2004 | DOP  | Ironman Hawaii                                 | Hawaii            | –        | Kraft ging zunächst in 9:33:25 Stunden als Siegerin durchs Ziel, wurde aber kurze Zeit später des EPO-Dopings überführt und disqualifiziert. |
| 15. Juli 2004 | 1    | Ironman Germany                                | Frankfurt am Main | 08:58:37 | persönliche Ironman-Bestzeit |
| 18. Okt. 2003 | 3    | Ironman Hawaii                                 | Hawaii            | 09:17:16 | Als beste Deutsche landete Nina Kraft auf dem dritten Rang.                                                                                  |
| 13. Juli 2003 | 1    | Ironman Germany                                | Frankfurt am Main | 09:03:09 | |
| 19. Okt. 2002 | 2    | Ironman Hawaii                                 | Hawaii            | 09:14:24 | |
| 2002          | 1    | Ironman Europe                                 | Roth              | 09:12:41 | |
| 15. Okt. 2001 | 3    | Ironman Hawaii                                 | Hawaii            | 09:41:01 | |
| 2001          | 1    | Ironman Europe                                 | Roth              | 09:24:29 | |
| 2001          | 1    | Ironman South Africa                           | Sudafrika         | 09:33:11 | |
| 31. Okt. 1999 | 16   | Ironman Hawaii                                 | Hawaii            | 09:52:37 | |
| 23. Okt. 1999 | 4    | Ironman New Zealand                            | Taupō             | 09:38:51 | |
| 3. Okt. 1998  | 50   | Ironman Hawaii                                 | Hawaii            | 11:02:47 | |
| 1998          | 6    | Ironman Europe                                 | Roth              | 09:57:44 | |

| Datum/Jahr   | Rang | Wettbewerb           | Austragungsort | Zeit    | Bemerkung                                                     |
| ------------ | ---- | -------------------- | -------------- | ------- | ------------------------------------------------------------- |
| 1. Feb. 2009 | 1    | Tallahassee Marathon | Tallahassee    | 2:45:06 | Siegerin mit neuer Rekordzeit bei ihrem ersten Marathon-Start |

(DNF – Did Not Finish; DSQ – Disqualifiziert)